# Влада Марка Радуловића
Влада Марка Радуловића била је на власти од 11. новембра 1906. до 19. јануара 1907. (по старом календару).

## Историја
Први мандатар из Народне странке саставио је владу од млађих људи који су као чиновници радили у државној управи.

## Чланови владе
| Функција                              | Слика     | Име и презиме      | Детаљи |
| ------------------------------------- | --------- | ------------------ | ------ |
| Предсједник Министарског Савјета      |           | Марко Радуловић    |        |
| Министар Иностраних Дјела             |           | Марко Радуловић    |        |
| Министар Војни                        |           | Ком. Данило Гатало |        |
| Министар Финансија и Грађевина        |           | Митар Ђуровић      |        |
| Министар Унутрашњих Дјела             |           | Михаило Ивановић   |        |
| Министар Правде                       |           | Милосав Раичевић   |        |
| Министар Просвјете и Црквених Послова | заступник | Милосав Раичевић   |        |